# Terje Aa
Terje Aa (Heimdal, 16 marzo 1961) è un giocatore di bridge norvegese.
Militava nel WBF World Life Master, ed è un membro della squadra norvegese dal 1993.
Nel 1993, Aa debuttò come membro della selezione nazionale norvegese e vinse il Schiphol Invitational Teams nei Paesi Bassi e la medaglia di bronzo nel Campionato per team europeo a Menton, Francia. Nello stesso anno, raggiunse la finale ai Bermuda Bowl a Santiago del Cile, dove perse contro il giovane team olandese. Nel 1997, vinse di nuovo la medaglia di bronzo agli Europei e perse contro la Francia alle semi-finali del Bermuda Bowl, che si tenne a Tunisi, finendo terzo battendo gli Stati Uniti per il bronzo. Lo stesso team vinse l'argento agli Europei di Tenerife, nel 2001, dietro l'Italia.  
Lavora alle poste norvegesi. Il loro compagno di solito è Glenn Grøtheim. Essi giocano il "Viking Precision", un particolare sistema di scambi nel bridge.